# Dipartimento di Magdalena
Il dipartimento di Magdalena è uno dei 32 dipartimenti della Colombia. Il capoluogo del dipartimento è Santa Marta.
L'economia della zona si basa sulla produzione di cacao e banane, l'allevamento, la pesca e l'estrazione di petrolio e gas naturale.

## Geografia antropica

### Suddivisioni amministrative
Il dipartimento di Magdalena si compone di 30 comuni:
- Algarrobo
- Aracataca
- Ariguaní
- Cerro de San Antonio
- Chivolo
- Ciénaga
- Concordia
- El Banco
- El Piñón
- El Retén
- Fundación
- Guamal
- Nueva Granada
- Pedraza
- Pijiño del Carmen
- Pivijay
- Plato
- Puebloviejo
- Remolino
- Sabanas de San Ángel
- Salamina
- San Sebastián de Buenavista
- San Zenón
- Santa Ana
- Santa Bárbara de Pinto
- Santa Marta
- Sitionuevo
- Tenerife
- Zapayán
- Zona Bananera